# Milton Hatoum
Milton Hatoum, né le 19 août 1952  à Manaus, est un écrivain brésilien d'ascendance libanaise.

## Œuvres
- Relato de um Certo Oriente, 1990

- traduit en français sous le titre Récit d'un certain Orient par Claude Fages et Gabriel Iaculli, Éditions du Seuil, Paris, 1993, 203 p.  (ISBN 2-02-013227-3)
- Dois Irmãos, 2000

- traduit en français sous le titre Deux frères par Cécile Tricoire, Éditions du Seuil, Paris, 2003, 203 p.  (ISBN 2-02-049197-4)
- Nas asas do Condor, 2002

- traduit en français sous le titre Sur les ailes du condor par Michel Riaudel, Éditions du Seuil, Paris, 2005, 24 p.  (ISBN 2-02-084870-8)
- Cinzas do Norte, 2005

- traduit en français sous le titre Cendres d'Amazonie par Geneviève Leibrich, Actes Sud, Arles, France, Lettres latino-américaines, 2008, 317 p.  (ISBN 978-2-7427-7231-5)
- Orfãos do Eldorado, 2008

- traduit en français sous le titre Orphelins de l'Eldorado par Michel Riaudel, Actes Sud, Arles, France, Lettres latino-américaines, 2010, 134 p.  (ISBN 978-2-7427-8962-7)
- A cidade ilhada, nouvelles, 2009

- traduit en français sous le titre La Ville au milieu des eaux par Michel Riaudel, Actes Sud, Arles, France, Lettres latino-américaines, 2018, 160 p.  (ISBN 978-2-330-10921-9)
- A Noite da Espera., 2017

## Prix et distinctions
- 2018 : Prix Roger-Caillois[2]